# Клаудија Фанијело
Клаудија Фанијело (Каура, 25. фебруар 1988) је малтешка певачица . Представљаће Малту на Песми Евровизије 2017. са песмом Breathlessly.

## Биографија

### Рана каријера
Клаудија се родила 25. фебруара 1988. у малтешком граду Каури. Тамо је одрасла заједно са братом Фабрициом и сестром Миријаном. Са 12 година почела је учествовати у разним телевизијским шоуима и музичким такмичењима, нашавши се на сваком у топ 10 најбољих, а прву награду освојила је са 13 година. Године 2007, издала је свој деби сингл Wild Flower.

### Песма Евровизије
Наредне 2008, учествује у малтешкој селекцији за Песму Евровизије са 2 песме- "Caravaggio", са којом је завршила друга и "Sunrise", с којом је заузела треће место. У 2009, није успела да се нађе у топ 3 представника Малте за Евровизију 2009. одржаној у Москви. Са песмом Blue Sonata заузела је 4. место. 2010. заузела је 8. место са песмом Samsara освојивши 31 бод. Исте године објављује дбеи албум Convincingly Better. у малтешкој селекцији за Песму Евровизије 2011., заузима девето место са песмом Movie in my Mind. Наредне, 2012. године, освојила је друго место са песмом Pure.

## Дискографија

### Албуми
- Convincingly Better (2010)

### Синглови
- "Ma Nafx" (2006)
- "High Alert!" (2006)
- "Wild Flower" (2007)
- "L-imhabba ghamja(2007)
- "Caravaggio" (2008)
- "Sunrise" (2008)
- "Blue Sonata" (2009)
- "Samsara" (2010)
- "I Hate This Song" (2010)
- "Movie In My Mind" (2011)
- "Pure" (2012)
- "When It's Time" (2013)
- "One fine day" (2014)
- "Miles Away" (2015)
- "You Said" (2016)
- "Breathlessly" (2017)